# Орден Зульфікара
Орден Зульфікара або Орден Меча Алі — найвища військова нагорода Персії.

## Історія
Прообразом ордена вважається нагрудний знак з зображенням Алі — ісламського предводителя вірних, започаткований 1856 року шахом Персії Насер ед-Дін Шахом на пам'ять про падіння Герата. Єдиним носієм портрету був сам шахиншах, тож знак був скоріше відзнакою монарха, ніж нагородою (орденом). Орден Зульфікара первинно було започатковано як відомчу армійську нагороду 11 серпня 1922 року Резою Шахом, тогочасним військовим міністром і де-факто диктатором Ірану. Датою започаткування ордена прийнято вважати 10 квітня 1925 року, коли Ахмад Шах затвердив статут нагороди.
Орден отримав свою назву за іменем меча Зульфікара, що належав пророку Магомету, а після переданого його зятю халіфу Алі.
Орден вручався за виняткову хоробрість на полі бою. Тому за часів правління шаха Рези Пахлаві орден вручався вкрай рідко: сам шах був єдиним кавалером третього ступеню, незначне число генералів були нагороджені четвертим ступенем ордена.
Зіркою другого ступеню нагородив себе шахиншах Мохаммед Реза Пахлаві 1949 року (раніше, у грудні 1946 року, він отримав четвертий ступінь за Азербайджанський похід проти сепаратистських прорадянських «республік» на північному заході країни).
Після Ісламської революції 1979 року поряд з іншими шахськими нагородами орден Зульфікар було ліквідовано. Однак 1990 року уряд Ірану започаткував медаль Зульфікар.

## Ступені
Орден має чотири ступені й медаль:
- Перший ступінь — знак ордена на черезплічній стрічці й зірка на лівому боці грудей
- Другий ступінь — знак ордена на шийній стрічці й зірка
- Третій ступінь — знак ордена на шийній стрічці
- Четвертий ступінь — знак ордена на нагрудній стрічці

## Опис
Знаком ордена є п'ятикутною зіркою білої емалі з каймою червоної емалі та з кульками на кінцях. Між променями зірки сяючий штраль, поверх якого накладено два мечі Зульфікара. В центрі знаку — круглий медальйон з портретом халіфа Алі у кольорових емалях.
Зірка ордена 1 класу срібна восьмикутна, промені якої вкрито алмазними гранями. В центрі круглий медальйон з портретом халіфа Алі в кольорових емалях.